# Malcolm Macmillan
Malcolm Kenneth Macmillan (* 21. August 1913; † 17. November 1978) war ein schottischer Politiker der Labour Party.

## Politischer Werdegang
Seit seiner Einsetzung bei den britischen Unterhauswahlen 1918 entsandte der Wahlkreis Western Isles, welcher die gesamten Äußeren Hebriden umfasst, stets liberale Abgeordnete. So hielten das Mandat verschiedene Politiker der Liberal Party, der zwischen 1922 und 1923 bestehenden National Liberal Party sowie der ab 1931 bestehenden National Liberal Party. Seit 1929 hatte der zunächst liberale, dann nationalliberal Thomas Ramsay das Mandat des Wahlkreises inne. Die Labour Party hatte in diesem traditionell liberalen Wahlkreis erst bei zwei Wahlen einen eigenen Kandidaten ins Rennen geschickt, wobei John MacDiarmid 1929 mit 32,5 % das beste Labour-Ergebnis erzielte.
Zu den Unterhauswahlen 1935 stellte die Labour Party auf den Western Isles den erst 22-jährigen Malcolm Macmillan auf. Er trat gegen den amtierenden Nationalliberalen Thomas Ramsay sowie den Parteilosen Alexander MacEwen an. Mit einem Stimmenanteil von 41,1 % setzte sich Macmillan gegen seine Kontrahenten durch und zog erstmals in das britische Unterhaus ein. Der Sieg in diesem liberal geprägten Wahlkreis war überraschend, spiegelte jedoch den anziehenden Trend der Labour Party nach ihren herben Verlusten bei den vorangegangenen Wahlen 1931 wider. Bei den Nachwahlen im Wahlkreis Ross and Cromarty 1936 unterstützte Macmillan seinen Parteikollegen und späteren Schottland-Minister Hector McNeil.
Bei den folgenden Unterhauswahlen 1945, 1950, 1951, 1955, 1959, 1964 und 1966 hielt Macmillan sein Unterhausmandat gegen verschiedene Herausforderer. Ein Grund seiner Niederlage bei den Unterhauswahlen 1970 mag die fehlende Lösung der Probleme der Bevölkerung des Inselwahlkreises sein, die mit Isolation und unzureichender Infrastruktur kämpfte. Donald Stewart, der Kandidat der Scottish National Party (SNP), die erstmals in diesem Wahlkreis antrat, errang mit 43,1 % die Stimmmehrheit und löste damit Macmillan ab, welcher den Wahlkreis 35 Jahre lang vertreten hatte. Insgesamt verlor die Labour Party bei dieser Wahl 63 Sitze und Macmillan gehörte zu jenen, die auf Grund ihres Alters noch nicht pensionsberechtigt waren und nach einer Anstellung suchten. Nachdem sich Macmillan mit seiner Partei zerstritten hatte, trat er bei den folgenden im Februar 1974 als unabhängiger Labour-naher Kandidat an. Mit einem Stimmenanteil von 6,9 % erzielte er jedoch das schlechteste Ergebnis der vier angetretenen Kandidaten.